# Aéroport international Sultan-Syarif-Qasim-II
L'aéroport international Sultan Syarif Kasim II (code IATA : PKU • code OACI : WIBB) est un aéroport international situé à Pekanbaru, (Riau), sur l'île de Sumatra en Indonésie. Avec plus de 2,6 millions de passagers en 2013, c'est le 13e aéroport le plus fréquenté d'Indonésie.
Auparavant nommé aéroport Simpang Tiga, l'aéroport prit le nom du Sultan Syarif Kasim II, dernier souverain du sultanat de Siak Sri Indrapura, et héros national indonésien.
L'aéroport partage son espace et sa piste avec la base aérienne Roesmin Nurjadin de l'armée de l'air indonésienne.
Au début de l'année 2010, la première phase de l'expansion de l'aéroport démarre avec la construction d'un nouveau terminal, remplaçant celui construit dans les années 1980, qui sera démoli pour accroitre le parking.

## Situation
| Banda Aceh Denpasar Pangkal · Pinang Tanjung · Pandan Djakarta-Soekarno-Hatta Bengkulu Solo Semarang Pangkalan · Bun Palangkaraya Sampit Palu Djakarta-Halim Perdanakusuma Samarinda Malang Surabaya Balikpapan Ende Kupang Komodo Gorontalo Jambi Bandar Lampung Ambon Tarakan Ternate Manado Gunung · Sitoli Medan Wamena Biak Merauke Timika Jayapura Pekanbaru Batam Tanjung · Pinang Bau-Bau Banjarmasin Makassar Palembang Bandung Pontianak Ketapang Bima Lombok Manokwari Sorong Padang Yogyakarta |

## Compagnies aériennes et destinations
| Compagnies           | Destinations |
| -------------------- | --- |
| AirAsia              | Kuala Lumpur |
| Batik Air            | Jakarta-Halim-Perdanakusuma, Djakarta-S.-Hatta |
| Citilink             | Bandung-H.-Sastranegara, Batam-Hang Nadim, Djakarta-S.-Hatta, Medan-Kualanamu, Surabaya-Juanda, Yogyakarta                                                          |
| EastIndo             | Charter : Dumai, Pondok Cabe |
| Garuda Indonesia     | Djakarta-S.-Hatta |
| Jetstar Asia Airways | Singapour-Changi |
| Lion Air             | Bandung-H.-Sastranegara, Batam-Hang Nadim, Djakarta-S.-Hatta, Djeddah - Roi-Abdelaziz, Medan-Kualanamu, Médine-Prince M. Bin Abdulaziz, Surabaya-Juanda, Yogyakarta |
| Malindo Air          | Malacca |
| Scoot                | Singapour-Changi |
| Sriwijaya Air        | Padang-Tabing En saison : Colombo-Bandaranaike |
| Susi Air             | , Simpang Ampek (en), Tanjung (Balai) (en), Tembilahan (en) |
| Wings Air            | Dumai, Jambi-Sultan Thaha, Padang-Tabing, Palembang-M. Badaruddin II, Tanjung Pinang                                                                                |
| XpressAir            | Malacca, Palembang-M. Badaruddin II, Tanjung Pinang |

1. ↑   Lion Air flight from Jeddah to Pekanbaru includes a stop-over at  Thiruvananthapuram. However,  Lion Air does not have rights to transport passengers solely between Jeddah and Thiruvananthapuram.
2. ↑   Lion Air flight from Pekanbaru to Medina includes a stop-over at  Thiruvananthapuram. However,  Lion Air does not have rights to transport passengers solely between Pekanbaru and Thiruvananthapuram.

Édité le 07/02/2018

## Statistiques
| Rang | Destinations                   | Fréquence (Hebdomadaire) |
| ---- | ------------------------------ | ------------------------ |
| 1    | Jakarta – Soekarno-Hatta (CGK) | 133                      |
| 2    | Batam (BTH)                    | 42                       |
| 3    | Medan (KNO)                    | 21                       |
| 4    | Dumai (DUM)                    | 23                       |
| 5    | Jakarta – Halim (HLP)          | 19                       |
| 6    | Bandung (BDO)                  | 14                       |
| 7    | Yogyakarta (JOG)               | 7                        |
| 8    | Rengat (RGT)                   | 3                        |
| 9    | Tanjung Balai Karimun          | 3                        |
| 10   | Jambi (DJB)                    | 2                        |
| 11   | Dabo                           | 2                        |

| Rang | Destinations                | Fréquence (Hebdomadaire) |
| ---- | --------------------------- | ------------------------ |
| 1    | Kuala Lumpur (KUL)          | 14                       |
| 2    | Kuala Lumpur – Subang (SZB) | 4                        |
| 3    | Singapour (SIN)             | 3                        |

## Galerie

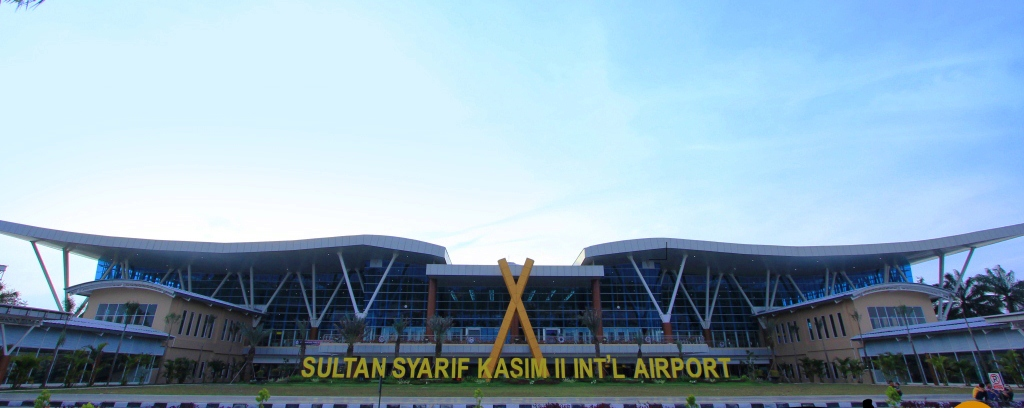
Façade
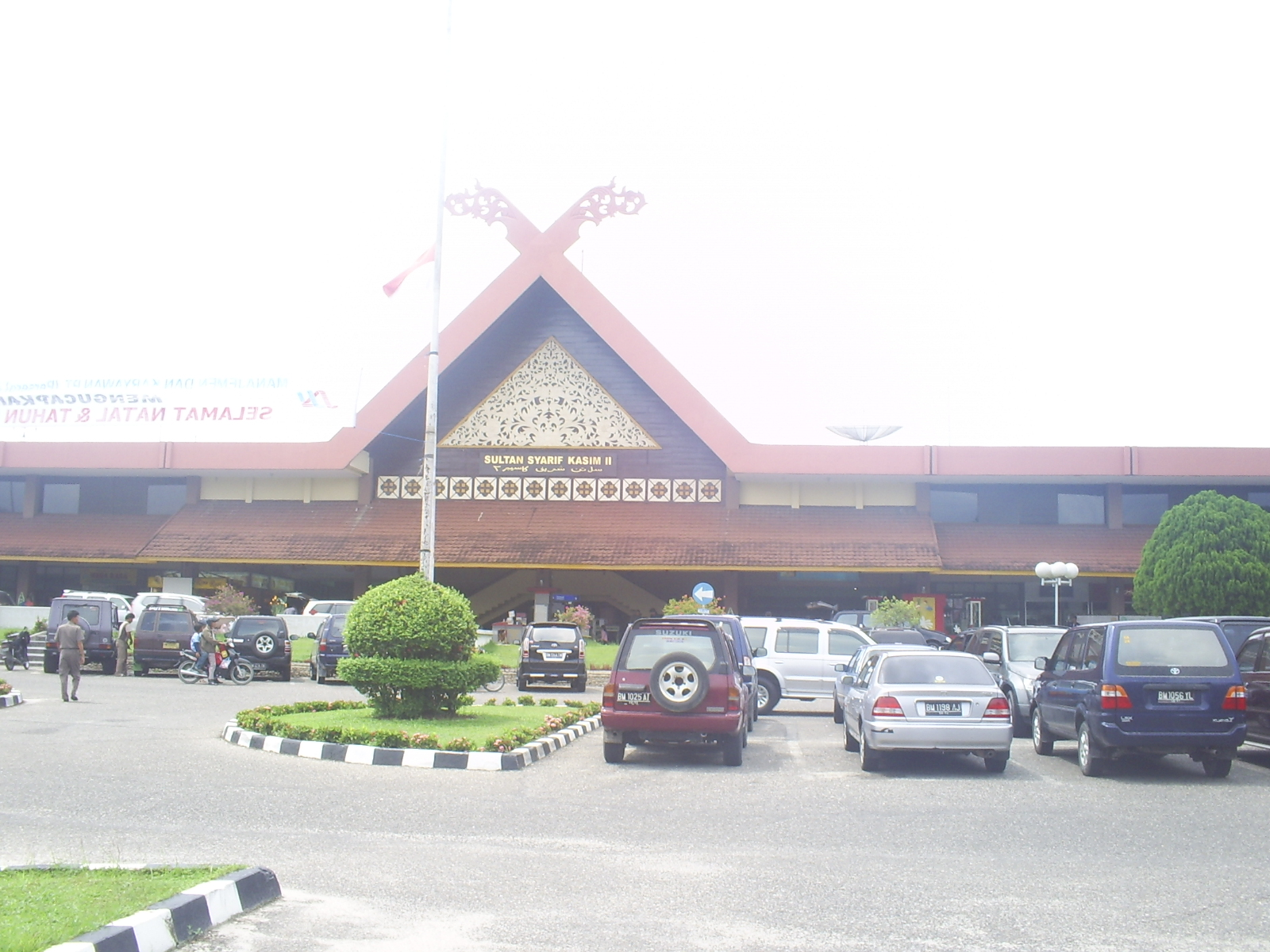
Ancien terminal de l'aéroport, aujourd'hui détruit
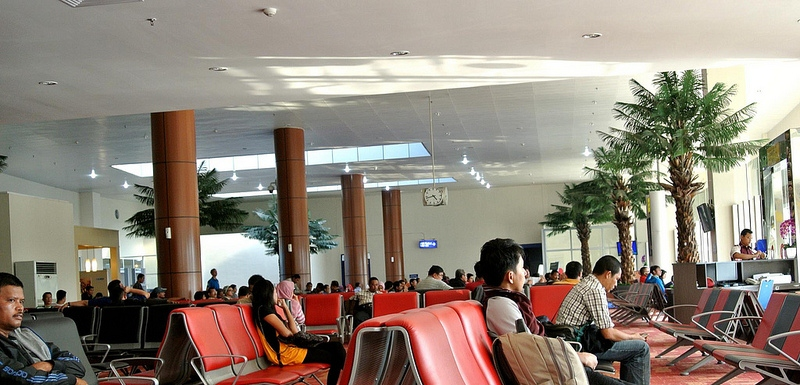
Terminal des départs
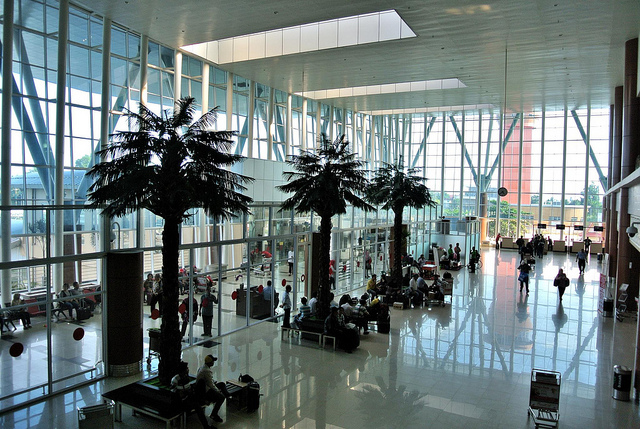
Zone d'enregistrement

## Accidents
- Le 28 avril 1981, Un Douglas C-47 d'Airfast Indonesia s'écrase en phase d'approche de l'aéroport, causant la mort de 9 des 17 personnes à bord[5].

- Le 29 septembre 1999, un Antonov An-12 de Mandala Airlines se pose 1 300 mètres avant la piste 36, cassant l'appareil en deux. Pas de morts[6].

- Le 14 janvier 2002, un Boeing 737-200 de la Lion Air s'écrase au décollage, pas de morts.

- Le 14 février 2011, le vol 392 de la Lion Air dépasse la piste de l'aéroport à l'atterrissage, ni morts ni blessés[7],[8]. Le 15 février 2011 un autre appareil de la Lion Air dépasse la piste. À la suite de ces deux incidents, le Ministère des Transports interdit aux Boeing 737-900 l'atterrissage sur cet aéroport lorsque la piste est humide. La Lion Air remplacera ses appareils au profit de Boeing 737-400 plus petits[9].

## Base aérienne
L'aéroport abrite également la base aérienne Roesmin Nurjadin de l'armée de l'air indonésienne. Y sont stationnés les :
- Skadron Udara 12, équipé de BAe Hawk 100 et 200 et
- Skadron Udara 16, équipé de F-16.